# Die Jüdin mit den Orangen

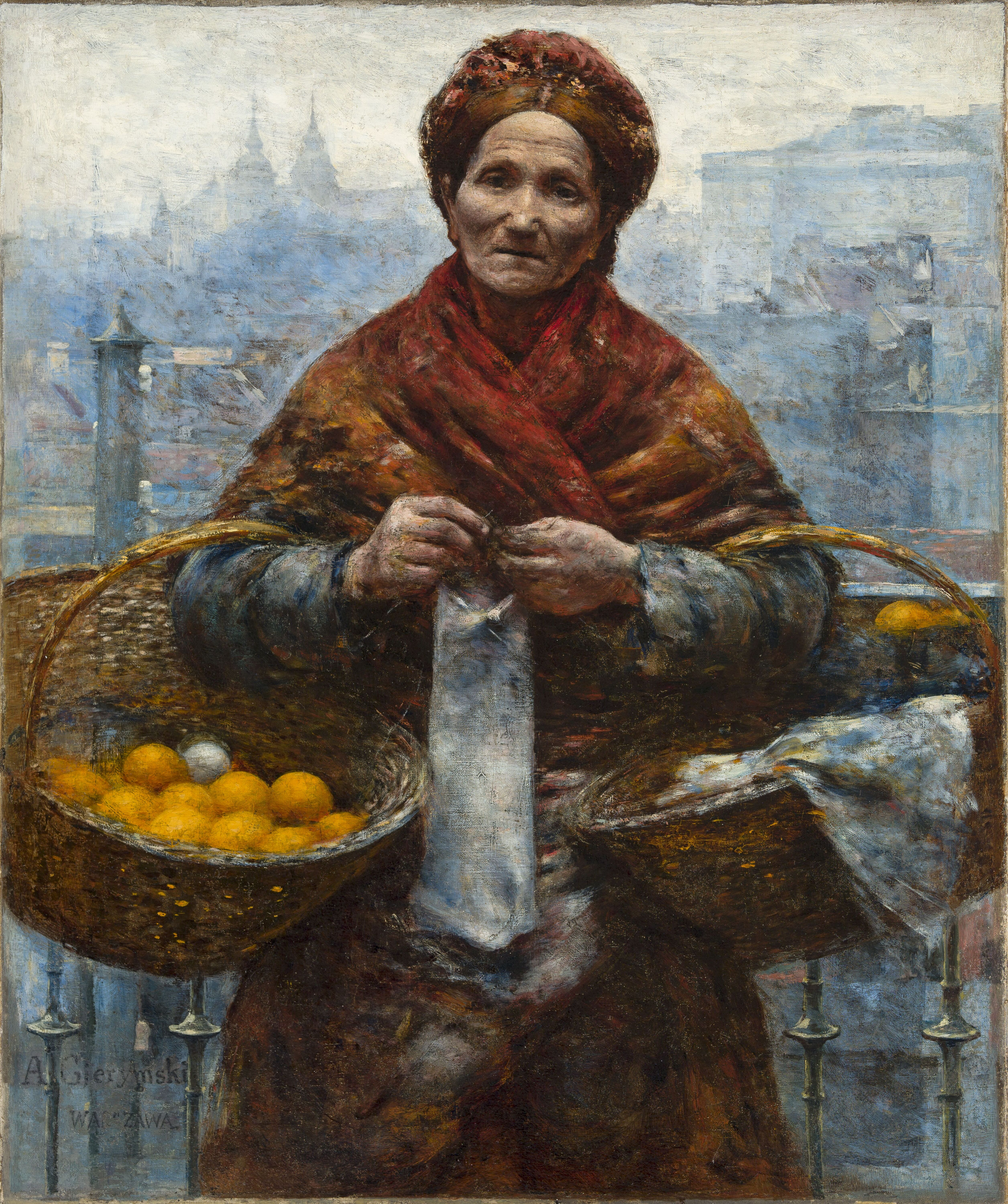
Die Jüdin mit den Orangen

Die Jüdin mit den Orangen ist ein Gemälde von Aleksander Gierymski, gemalt 1880 bis 1881.

## Aleksander Gierymski
Nach dem Abitur in Warschau wurde Gierymski Schüler an der Warschauer Kunstschule bei Rafał Hadziewicz, er studierte weiter ab dem 15. November von 1868 bis 1872 an der Königlichen Akademie der Künste in München bei Johann Georg Hiltensperger, Alexander Strähuber, Carl Theodor von Piloty und Hermann Anschütz. Seine Diplomarbeit Der Kaufmann von Venedi wurde mit einer Goldmedaille ausgezeichnet.

## Entstehungsgeschichte

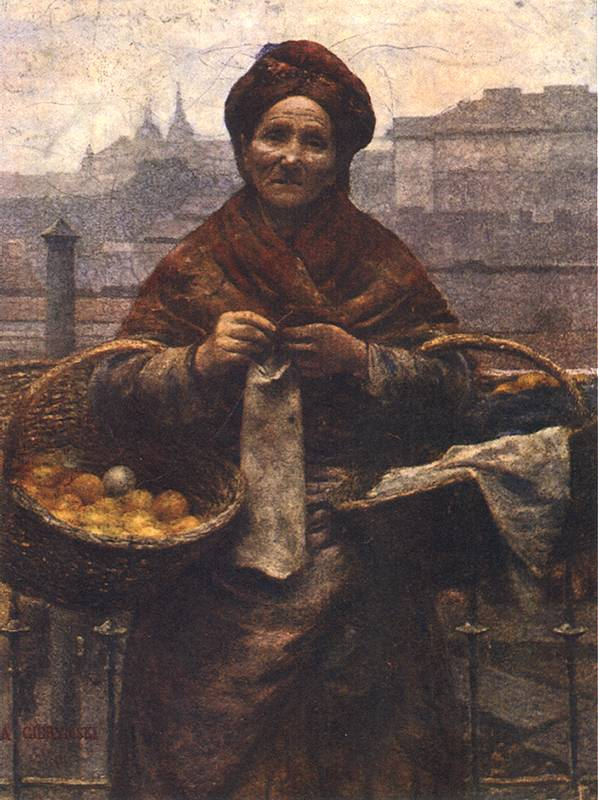
Jüdin mit Zitronen

Gierymski wurde zu seinen realistischen Darstellungen von den Fotografien im Atelier des Fotografen Konrad Brandel, Nowy Świat Straße, inspiriert. Nach dessen Fotos fertigte er verschiedene Zeichnungen desselben Motivs und mindestens drei Ölbilder, darunter Die Jüdin mit den Zitronen, das heute im Schlesischen Museum in Katowice aufbewahrt wird und sich von dem etwas späteren Bild der Jüdin mit den den Orangen durch die Verwendung gedeckter Braun- und Grautöne unterscheidet, während das Werk im Warschauer Nationalmuseum hellere und kräftigere Farben aufweist.

## Provenienz
Das Gemälde Die Jüdin mit den Orangen gehörte vor dem Zweiten Weltkrieg zu den Sammlungen des Warschauer Nationalmuseums. Während des Weltkrieges wurde des Museum von den deutschen Besatzungsfunktionären besetzt, viele Meisterwerke wurden konfisziert und nach Deutschland gebracht, unter anderen Die Jüdin mit den Orangen. Glücklicherweise hat niemand bemerkt, dass das Gemälde eine Jüdin darstellt.
Nach dem Krieg galt das Bild als verschollen. Das Gemälde gelangte offenbar 1948 in die Hände eines deutschen Kunstsammlers. Erst im November 2010 erschien das Bild in der Kunsthandlung von Eva Aldag in Buxtehude und wurde nach langen Verhandlungen vom polnischen Kulturministerium gekauft und 2011 dem Warschauer Nationalmuseum zurückgegeben. Frau Aldag behauptete, dass sie keine Ahnung hatte, dass das Gemälde während des Krieges aus den polnischen Sammlungen enteignet wurde.
Es wurde festgestellt, dass das Gemälde vor 2010 unprofessionell übermalt („verbessert“) wurde. Die Arbeiten an der Entfernung der Übermalungen dauerten 440 Tage. Nun ist das Bild im ursprünglichen Zustand ausgestellt.